# Sans motif apparent
Pour plus de détails, voir Fiche technique et Distribution.
Sans motif apparent (No Good Deed) est un film germano-américain réalisé par Bob Rafelson en 2002.

## Résumé
La voisine d'un policier désabusé, diabétique et joueur de violoncelle, lui demande de retrouver sa fille qui a fugué avec un adolescent de son âge. Lors de son enquête de terrain, il tombe par inadvertance sur une équipe de malfaiteurs bigarrés qui sont en train d'escroquer une banque. Le policier se fait séquestrer pendant l'opération, sous la garde de la séduisante femme mélomane de l'équipe qui manipule tous les protagonistes masculins en jouant avec leurs sentiments. Elle fait en sorte de tous les écarter pour accéder à l'argent mais le policier, bien que séduit, la fait arrêter et repart dans sa solitude musicale.

## Fiche technique
- Titre original : No Good Deed (aussi intitulé The House on Turk Street)
- Titre français : Sans motif apparent
- Réalisation : Bob Rafelson
- Scénario : Christopher Canaan, Steve Barancik d'après Dashiell Hammett
- Décors : Paul Peters
- Costumes : Mary Claire Hannan
- Musique : Jeff Beal
- Photographie : Juan Ruiz Anchía
- Montage : William S. Scharf
- Pays : Allemagne | États-Unis
- Langue originale : anglais
- Format : Couleur — 1.85 : 1 — Dolby Digital
- Durée : Italie : 103 min | États-Unis : 97 min (édition DVD en 2003)
- Classification : États-Unis : R (violence, langage et érotisme)

## Distribution
- Samuel L. Jackson (VF : Thierry Desroses, V. Q. : Éric Gaudry) : Jack Friar
- Milla Jovovich (VF : Barbara Kelsch, V. Q. : Élise Bertrand) : Erin
- Stellan Skarsgård : Tyrone
- Doug Hutchison (VF : David Kruger, V. Q. : Benoit Éthier) : Hoop
- Joss Ackland (VF : Michel Barbey, V. Q. : Yves Massicotte) : Mr. Quarre
- Grace Zabriskie : Mrs. Quarre
- Jonathan Higgins : David Brewster
- Shannon Lawson : Amy

## Critique
Roger Ebert a écrit dans le Chicago Sun-Times que le thème du film est  similaire à celui des films précédents de Bob Rafelson : Cinq pièces faciles et Le facteur sonne toujours deux fois. Bien que le film ne puisse pas rivaliser avec les meilleures œuvres de Rafelson, il est "captivant" et offre l’atmosphère d’un film noir 